# エヴリシング・チェンジズ
「エヴリシング・チェンジズ」（Everything Changes）は、イギリスの男性グループ、テイク・ザットのシングル曲。彼らの2ndアルバム、同名の『エヴリシング・チェンジズ』に収録されており、同アルバムからの5枚目のシングルである。作詞はメンバーのゲイリー・バーロウらが担当した。1994年3月にリリースされ、UKチャート1位を獲得した。メインボーカルはロビー・ウィリアムズ。

## 収録曲
エヴリシング・チェンジズ・レア・ミックス～オンリー・フォー・ジャパン
1. エヴリシング・チェンジズ
2. ビートルズ・メドレー :抱きしめたい～ビートルズがやって来るヤァ!ヤァ!ヤァ!～シー・ラヴズ・ユー
3. エヴリシングス・チェンジズ (アルバム・ヴァージョン)
4. エヴリシングス・チェンジズ (エクステンデッド・ヴァージョン)
5. インタビュー
6. リライト・マイ・ファイア